# Aéroport international Abdullahi Yusuf
L'aéroport international Abdullahi Yusuf (code IATA : GLK • code OACI : HCMR), est un aéroport situé à Galkacyo, en Somalie.

## Situation
| Galkacyo Abudwak Mogadiscio Bosaso K50 Kismayo Garowe Berbera Burao Hargeisa Borama Erigavo Las Anod Kalabaydh |

## Compagnie aérienne et destinations
| Compagnies    | Destinations                            |
| ------------- | --------------------------------------- |
| Jubba Airways | Garowe, Mogadiscio-Aden Adde (Petrella) |

Edité le 4/12/2023